# Хиетала, Сакари
Сакари «Захари» Хиетала (полное имя Сакари Харри Пекка Хиетала; 10 августа 1962, Терво, Финляндия) — финский музыкант, гитарист. Вместе со своим младшим братом, Марко Хиеталой, основал группу Tarot в начале 80-х. Сакари является основным автором песен для группы, также занимается веб-сайтом Tarot, отвечая на вопросы и комментарии фанатов.

## Инструменты
- Модифицированные гитары ESP, Kramer, Tokai и Lag
- Modified Marshall JCM800 100W amps
- Marshall 1960 300W A&B cabinets

## Дискография
- Tarot: «Spell Of Iron» (1986)
- Tarot: «Follow Me Into Madness» (1988)
- Tarot: «To Live Forever» (1993)
- Tarot: «Stigmata» (1995)
- Tarot: «For The Glory Of Nothing» (1998)
- Tarot: «Shining Black» (2003)
- Tarot: «Suffer Our Pleasures» (2003)
- Tarot: «Crows Fly Black» (2006)
- Tarot: «Undead Indeed»(2008)
- Marenne: «The Past Prelude» (2009)
- Tarot: «Gravity of Light»(2010)